# Rogers Hornsby
Rogers Hornsby (* 27. April 1896 in Winters, Texas; † 5. Januar 1963 in Chicago, Illinois) war ein US-amerikanischer Baseballspieler und -manager in der Major League Baseball (MLB). Sein Spitzname war Rajah.

## Biografie
Rogers Hornsby begann seine Karriere in der National League bei den St. Louis Cardinals am 10. September 1915 in einem Spiel gegen die Cincinnati Reds. Der Second Baseman galt als einer der stärksten Schlagmänner während seiner Spielzeit. Siebenmal führte er die National League im Schlagdurchschnitt an, dreimal erreichte er dabei die Marke von über 40 %. Sein Schlagdurchschnitt von 42,4 % im Jahr 1924 ist der höchste Wert in der National League nach 1900. Zweimal schlug er die meisten Home Runs, wobei er 1922 als erster Spieler der NL mehr als 40 Home Runs in einer Saison erzielte. Viermal erzielte er die meisten RBIs. 1922 und 1925 konnte er die Triple Crown gewinnen, d. h., er führte seine Liga in den Kategorien Home Runs, RBIs und Schlagdurchschnitt an. 1925 und 1929 wurde er zum MVP der NL gewählt. Sein Karriereschlagdurchschnitt von 35,8 % ist noch heute der beste in der National League, nur Ty Cobb hatte eine bessere Karriereleistung zu verzeichnen. 
Seine Stammposition des 2. Basemans bekleidete er erst ab 1920, vorher wurde er als Shortstop, Third Baseman oder als Outfielder eingesetzt. 1925 übernahm er dann auch die Position des Managers bei den Cardinals und führte das Team 1926 zum Titelgewinn in der National League und in die World Series gegen die New York Yankees. Hier setzten sich die Cardinals gegen die favorisierten Yankees mit Lou Gehrig und Babe Ruth in sieben Spielen durch. Nach dieser Saison wurde er dann von den Cardinals an die New York Giants verkauft. Das Publikum in St. Louis war mit dieser Entscheidung nicht einverstanden, aber Hornsby war in der Führungsetage seines Clubs nicht unumstritten. Er war auf dem Spielfeld ein ruhiger Vertreter, der in seiner gesamten Karriere nie des Feldes verwiesen wurde, aber so versessen auf das Gewinnen von Spielen war, dass er sich sowohl mit Mannschaftskollegen, als auch Funktionären anlegte. Auch bei den Giants legte er sich mit der Führung des Teams an und wurde an die Boston Braves weiterverkauft. Dort war man sehr zufrieden mit ihm, erhielt aber ein sehr gutes Angebot von den Chicago Cubs für Hornsby, das man nicht ablehnen konnte.
Mit den Cubs erreichte er dann auch 1929 seine zweite World Series, unterlag dort aber den Philadelphia Athletics in fünf Spielen. Bei den Cubs blieb er bis 1932, wechselte dann zurück zu den Cardinals, für die er 1933 46 Spiele bestritt, bevor er zum Lokalrivalen St. Louis Browns wechselte und dort als Spieler und Manager arbeitete. Bei den Browns bestritt er dann am 20. Juli 1937 sein letztes Spiel im professionellen Baseball. 1952 und 1953 arbeitete er dann nochmals als Manager bei den Browns und den Cincinnati Reds. 
Bereits 1942 wurde Hornsby in die Baseball Hall of Fame gewählt. 1963 verstarb er im Alter von 66 Jahren. 1999 landete er auf Platz neun bei der Wahl der besten 100 Baseballspieler der Zeitschrift The Sporting News und wurde in das Major League Baseball All-Century Team gewählt. Der Musiker Bruce Hornsby ist ein entfernter Verwandter von Rogers Hornsby.